# Кубок Ірландії з футболу 2009
Кубок Ірландії з футболу 2009 — 89-й розіграш кубкового футбольного турніру в Ірландії. Переможцем вперше став Спортінг Фінгал, який на момент проведення турніру виступав у другому за силою футбольному дивізіоні Ірландії.

## Календар
| Раунд        | Дата                                                         | Матчі | Клуби   |
| ------------ | ------------------------------------------------------------ | ----- | ------- |
| Перший раунд | 25-26 квітня 2009, 3 травня 2009 (перегравання)              | 6+2   | 48 → 42 |
| Другий раунд | 23-24 травня 2009, 31 травня 2009 (перегравання)             | 10+1  | 42 → 32 |
| 1/16 фіналу  | 9-14 червня 2009, 15-17 червня 2009 (перегравання)           | 16+5  | 32 → 16 |
| 1/8 фіналу   | 14-15 серпня 2009, 18 серпня - 7 вересня 2009 (перегравання) | 8+3   | 16 → 8  |
| 1/4 фіналу   | 11-12/15 вересня 2009                                        | 8     | 8 → 4   |
| 1/2 фіналу   | 23-25 жовтня 2009                                            | 2     | 4 → 2   |
| Фінал        | 22 листопада 2009                                            | 1     | 2 → 1   |

## Перший раунд
| Команда 1       | Рахунок | Команда 2           |
| --------------- | ------- | ------------------- |
| 25 квітня 2009  |         |                     |
| Талламор Таун   | 0:0     | Керрігелайн Юнайтед |
| Каслбар Селтік  | 3:1     | Рінгмагон Рейнджерс |
| 26 квітня 2009  |         |                     |
| Гленмор Дандрум | 1:6     | Сент-Меріс          |
| Сент-Петерс     | 0:1     | Блубелл Юнайтед     |
| Рокмаунт        | 1:1     | Малахайд Юнайтед    |
| Трейлі Дайнамос | 2:0     | Клонмел Таун        |

Перегравання
| Команда 1           | Рахунок | Команда 2     |
| ------------------- | ------- | ------------- |
| 3 травня 2009       |         |               |
| Керрігелайн Юнайтед | 2:1     | Талламор Таун |
| Малахайд Юнайтед    | 1:0     | Рокмаунт      |

## Другий раунд
| Команда 1       | Рахунок | Команда 2           |
| --------------- | ------- | ------------------- |
| 23 травня 2009  |         |                     |
| Бларні Юнайтед  | 2:1     | Карлоу              |
| Ков Рамблерс    | 1:2     | Керрігелайн Юнайтед |
| Солтхілл Девон  | 3:1     | Ньютаун Рейнджерс   |
| 24 травня 2009  |         |                     |
| Фанад Юнайтед   | 2:2     | Баллімун Юнайтед    |
| ЮКД (резерв)    | 1:2     | Арклоу Таун         |
| Крамлін Юнайтед | 3:0     | Кілдрам Тайгерс     |
| Ерріс Юнайтед   | 2:4     | Черрі Орчард        |
| Мейфілд Юнайтед | 3:2     | Каслбар Селтік      |
| Блубелл Юнайтед | 2:1     | Малахайд Юнайтед    |
| Трейлі Дайнамос | 1:0     | Сент-Меріс          |

Перегравання
| Команда 1        | Рахунок | Команда 2     |
| ---------------- | ------- | ------------- |
| 31 травня 2009   |         |               |
| Баллімун Юнайтед | 3:0     | Фанад Юнайтед |

## 1/16 фіналу
| Команда 1         | Рахунок | Команда 2            |
| ----------------- | ------- | -------------------- |
| 9 червня 2009     |         |                      |
| Крамлін Юнайтед   | 1:1     | Шелбурн              |
| 12 червня 2009    |         |                      |
| Бларні Юнайтед    | 0:2     | Спортінг Фінгал      |
| Богеміан          | 8:1     | Мейфілд Юнайтед      |
| Брей Вондерерз    | 2:1     | Блубелл Юнайтед      |
| Корк Сіті         | 2:2     | Слайго Роверз        |
| Деррі Сіті        | 6:0     | Баллімун Юнайтед     |
| Лімерик           | 0:1     | Сент-Патрікс Атлетік |
| Мерву Юнайтед     | 1:3     | Дандолк              |
| ЮКД               | 3:1     | Арклоу Таун          |
| 13 червня 2009    |         |                      |
| Трейлі Дайнамос   | 2:1     | Солтхілл Девон       |
| Шемрок Роверс     | 1:1     | Дрогеда Юнайтед      |
| Вотерфорд Юнайтед | 6:0     | Керрігелайн Юнайтед  |
| Кілдер Каунті     | 1:2     | Атлон Таун           |
| Фінн Гарпс        | 0:3     | Голвей Юнайтед       |
| 14 червня 2009    |         |                      |
| Черрі Орчард      | 2:2     | Монахан Юнайтед      |
| Вексфорд Ютс      | 2:2     | Лонгфорд Таун        |

Перегравання
| Команда 1       | Рахунок | Команда 2       |
| --------------- | ------- | --------------- |
| 15 червня 2009  |         |                 |
| Шелбурн         | 0:1     | Крамлін Юнайтед |
| 16 червня 2009  |         |                 |
| Слайго Роверз   | 2:1 дч  | Корк Сіті       |
| Дрогеда Юнайтед | 0:4     | Шемрок Роверс   |
| Монахан Юнайтед | 4:0     | Черрі Орчард    |
| 17 червня 2009  |         |                 |
| Лонгфорд Таун   | 3:2 дч  | Вексфорд Ютс    |

## 1/8 фіналу
| Команда 1       | Рахунок | Команда 2            |
| --------------- | ------- | -------------------- |
| 14 серпня 2009  |         |                      |
| Брей Вондерерз  | 2:0     | Трейлі Дайнамос      |
| Голвей Юнайтед  | 0:1     | Лонгфорд Таун        |
| Дандолк         | 0:0     | Богеміан             |
| Спортінг Фінгал | 4:1     | Атлон Таун           |
| Крамлін Юнайтед | 0:0     | Вотерфорд Юнайтед    |
| Монахан Юнайтед | 0:0     | Сент-Патрікс Атлетік |
| 15 серпня 2009  |         |                      |
| Шемрок Роверс   | 3:1     | ЮКД                  |
| Слайго Роверз   | 1:0     | Деррі Сіті           |

Перегравання
| Команда 1            | Рахунок      | Команда 2       |
| -------------------- | ------------ | --------------- |
| 18 серпня 2009       |              |                 |
| Богеміан             | 0:0 пен. 4:2 | Дандолк         |
| Вотерфорд Юнайтед    | 2:0          | Крамлін Юнайтед |
| 7 вересня 2009       |              |                 |
| Сент-Патрікс Атлетік | 1:0 дч       | Монахан Юнайтед |

## 1/4 фіналу
| Команда 1          | Заг. | Команда 2            | 1-й матч | 2-й матч |
| ------------------ | ---- | -------------------- | -------- | -------- |
| 11/15 вересня 2009 |      |                      |          |          |
| Богеміан           | 1:2  | Слайго Роверз        | 0:0      | 1:2      |
| 12/15 вересня 2009 |      |                      |          |          |
| Вотерфорд Юнайтед  | 3:1  | Сент-Патрікс Атлетік | 1:1      | 2:0      |
| Лонгфорд Таун      | 1:2  | Брей Вондерерз       | 0:0      | 1:2      |
| Спортінг Фінгал    | 4:3  | Шемрок Роверс        | 2:2      | 2:1 дч   |

## 1/2 фіналу
| Команда 1       | Рахунок | Команда 2         |
| --------------- | ------- | ----------------- |
| 23 жовтня 2009  |         |                   |
| Слайго Роверз   | 1:0     | Вотерфорд Юнайтед |
| 25 жовтня 2009  |         |                   |
| Спортінг Фінгал | 4:2     | Брей Вондерерз    |

## Фінал
| 22 листопада 2009 17:00 (EEST) |

| Слайго Роверз | 1:2      | Спортінг Фінгал              |
| ------------- | -------- | ---------------------------- |
| Дойл 57'      | Протокол | Джеймс 85' (пен.) О'Нілл 90' |

| Талла, Дублін Глядачів: 8 105 Арбітр: Алан Келлі |